# Ketrin Vorner
Ketrin Vorner (engl. Kathryn Warner) (rođena 30. juna 19?? u Velikoj Britaniji) engleska je istoričarka i spisateljka, koja se specijalizovala za 14. vek. Njezino je najpoznatije delo biografija engleskog kralja Edvarda II, koji je bio član dinastije Plantagenet.

## Biografija
Vorner je rođena u mestu zvanom Barrow-in-Furness, Engleska, Velika Britanija.
Studirala je istoriju i književnost na Univerzitetu u Mančesteru i specijalizovala se za 14. vek.
Napisala je nekoliko knjiga koje opisuju Kraljevinu Englesku tokom 14. veka i najpoznatija je po biografiji kralja Edvarda II. Takođe, napisala je biografiju njegove supruge Izabele od Francuske.

## Dela

### Knjige
- Edward II: The Unconventional King – biografija Edvarda II
- Isabella of France: The Rebel Queen – biografija Izabele Francuske
- Long Live the King: The Mysterious Fate of Edward II
- Richard II: A True King's Fall – biografija Rikarda II
- Blood Roses: The Houses of Lancaster and York Before the Wars of the Roses – istorija plemićkih porodica/dinastija Jork i Lankaster
- Edward II and Hugh Despenser the Younger: Downfall of a King's Favourite − biografija Huga Despensera